# Rue de Belgrade (Région de Bruxelles-Capitale)
Pour les articles homonymes, voir Rue de Belgrade.
La rue de Belgrade (en néerlandais : Belgradostraat) est une rue bruxelloise des communes de Forest et de Saint-Gilles qui relie l'avenue Van Volxem à l'avenue du Roi.
Le nom de la rue fait référence à la ville de Belgrade, capitale de la Serbie. La rue de Serbie est située dans le même quartier.